# 佐野祐子
佐野 祐子（さの ゆうこ、1990年11月28日 - ）は、中京テレビ放送のアナウンサー。

## 来歴・人物
静岡県浜松市出身。4人兄弟。父子家庭で育つ。静岡県立浜松北高等学校、静岡大学人文社会科学部法学科を卒業。同じ高校の先輩には、同局元アナウンサーの水谷陽介がいる。大学時代の2011年には、しずおかクイーンに選ばれている。
2013年4月に中京テレビ放送に入社。同期のアナウンサーは濱田隼平（濱田は山口朝日放送より移籍）。10月より毎週金曜日に朝の情報番組『4U』のプレゼンター、深夜番組の『ビューティー&ピース』に出演。
2015年3月、第36回NNSアナウンス大賞において最優秀新人賞を受賞した。また、同月から退社に伴い卒業した村田千弥の後任として『キャッチ!』を担当。4月からは、『4U』の後番組、『クレママ』のナレーションと金曜深夜放送でAKB48の元メンバー・大島麻衣がMCの『はやりば』のアシスタントを担当。
2016年2月3日に放送された『キャッチ!』の番組内で結婚の報告。同年7月23日に挙式・披露宴を行った。10月からは、『クレママ』の後番組・『ぐっと』のナレーションを担当。
。
2017年9月をもって「ぐっと」のナレーションを卒業。
2018年3月、『はやりば』が終了。7月12日に放送された「キャッチ!」の番組内で不妊治療中であることを公表した。その後のブログでは不妊治療について綴ることが多くなった。
2019年6月27日、『キャッチ!』の番組オープニングで妊娠を報告し、ブログにおいて、現在妊娠7か月で予定日は9月30日である事、9月より産休に入る事を発表した。8月30日の「キャッチ!」への出演をもって産休入り。
10月10日の『キャッチ!』の番組エンディングで無事に男児を出産と報告された。
2020年4月1日の『キャッチ!』で復帰。
2021年4月から、「ぐっと」のプレゼンターおよびナレーションとして3年半ぶりに番組に復帰した。
2022年5月25日、『キャッチ!』のエンディングで翌日から第2子妊娠の為産休入りを発表。　
2023年4月7日、『キャッチ!』のエンディングで4月10日より鈴木康一郎が第2子誕生予定に伴い来年3月までの育休取得と、佐野の復帰を発表した。 4月10日より月・火・水曜日サブキャスターを務め、同年10月4日より水・木・金曜日サブキャスター、更に2024年1月26日より産休入りした松原朋美に代わり金曜メインキャスターに就いた

## 担当番組
- キャッチ!
  - 不定期中継リポーター（2013年10月16日 - 2015年9月29日）
  - 月・火曜サブキャスター（2015年3月2日 - 9月29日）
  - 水・木曜サブキャスター（2015年10月7日 - 2018年3月29日、2024年1月24日 - 3月28日）
  - 水 - 金曜サブキャスター（2018年4月4日 - 2019年8月30日、2023年10月4日 - 2024年1月19日）
  - 水曜サブキャスター（2020年4月1日 - 2022年5月25日）
  - 水・金曜中継リポーター（2021年4月2日 - 2022年3月25日）
  - 月 - 水曜サブキャスター（2023年4月10日 - 9月27日）
  - 金曜メインキャスター（2024年1月26日 - 3月29日）
  - 火・水曜サブキャスター（2024年4月2日 - ）
- 前略、大とくさん（不定期アシスタント、2024年1月14日 - ）
- ぐっと（ナレーション）
- NNN各ニュース（ローカル枠）
- ビューティー&ピース
- 知っ得!なごや
- 4U（プレゼンター）
- チュ～ポン!TV
- あなたと中京テレビ
- はやりば（アシスタント）
- 翔べ!工業高校マーチングバンド部〜泣き虫先生が僕らに教えてくれたこと〜（2020年4月4日、中京テレビ） - キャッチ! アシスタント 佐野祐子 役（本人役）
- ぐ〜たくさん（アシスタント、2024年10月6日‐）